# Lepidodactylus tepukapili
Lepidodactylus tepukapili — вид геконоподібних ящірок родини геконових (Gekkonidae). Ендемік Тувалу.

## Опис
Довжина L. tepukapili (враховуючи хвіст) становить 8 см, хвіст є більш ніж вдвічі довшим за решту тіла. Забарвлення переважно коричневе, на спині і хвості є світлі і темні поперечні смуги. Пальці мають два ряди липких пластинок, які розширюються до переду. П'ятий палець має маленький кігтик.

## Поширення і екологія
L. tepukapili є єдиними хребетними, що є ендеміками Тувалу. Вони мешкають на острівцях Фуагеа і Тепука, що є частиною атолу Фунафуті. Рослинність цих островів представлена кокосовими і широколистяними лісами, підліскок яких складається з фікусових і піптурусових (Pipturus) чагарників та папоротей. L. tepukapili зустрічаються під корою та в тріщинах у деревині, на висоті 1-2 м над землею. Віддають перевагу деревам Calophyllum inophyllum. 

## Збереження
МСОП класифікує цей вид як такий, що перебуває на межі зникнення. Lepidodactylus oligoporus загрожують зміни клімату, що можуть привести до підтоплення острова, а також можлива поява на острові інвазивних видів.